# Prosopografia do Império Romano Tardio
Prosopografia do Império Romano Tardio (em inglês: Prosopography of the Later Roman Empire; usualmente abreviado como PLRE em inglês) é um conjunto de três volumes que coletivamente descrevem cada pessoa atestada do mundo romano de 260, a data do início do reinado do imperador Galiano (r. 253–268), a 641, a data da morte do imperador Heráclio (r. 610–641), que é comumente utilizado para marcar o fim da Antiguidade Tardia. Dentre as fontes citadas incluem livros historiográficos contemporâneos, textos literários, inscrições, e diversas fontes escritas. Os indivíduos conhecidos apenas a partir de fontes duvidosas (por exemplo, História Augusta), bem como as pessoas identificáveis, cujos nomes foram perdidos, estão incluídos com sinais que indicam a confiabilidade.
O trabalho foi anunciado na edição de 1950 do Journal of Roman Studies como um projeto da Academia Britânica, com o objetivo de fazer "para o Império Tardio o que a Prosopographia Imperii Romani tem feito para o Principado, para fornecer materiais de estudo da classe governante do império.
A maioria das entradas é de pessoas que ocupam postos oficiais ou classes junto de suas famílias, e o trabalho não inclui clérigos, exceto na medida que eles entrarem nas categorias acima." Os volumes foram publicados pela Cambridge University Press, e envolveu um grande número de autores e colaboradores, sendo Arnold Hugh Martin Jones, John Robert Martindale, e John Morris os principais editores. O conteúdo divide-se da seguinte maneira:
- Volume I, publicado em março de 1971, com 1.176 páginas e abrange os anos de 260 - 395.[2]
- Volume II, publicado em outubro de 1980, com 1.355 páginas e abrange os anos de 395 - 527.[3]
- Volume III, publicado em novembro de 1992, com 1.626 páginas e abrange os anos de 527 - 641.[4]

O projeto da Prosopografia do Mundo Bizantino tem como objetivo ampliar a cobertura até o ano de 1265.
A obra foi considerada uma realização monumental e um grande marco nos estudos prosopográficos. Embora algumas resenhas fizessem reparos a certas falhas e omissões, sua recepção foi extraordinariamente positiva e no geral esses problemas foram considerados de pouca importância em relação ao valor do conjunto, além de serem inevitáveis em trabalho de tais proporções. Tornou-se obra de referência obrigatória e as informações coligidas vêm desde então subsidiando uma quantidade de novos trabalhos.